# هاري سميث (صحفي)
هاري سميث (بالإنجليزية: Harry Smith) هو صحفي أمريكي، ولد في 21 أغسطس 1951 في لانسينغ في الولايات المتحدة.

## وصلات خارجية
- هاري سميث على موقع IMDb (الإنجليزية)
- هاري سميث على موقع ميوزك برينز (الإنجليزية)
- هاري سميث على موقع قاعدة بيانات الفيلم (الإنجليزية)